# خوان غالفان خيمينيز
خوان غالفان خيمينيز (بالإسبانية: Juan Galván Jiménez)‏ هو رسام إسباني، ولد في 19 نوفمبر 1596 في لويسيا في إسبانيا، وتوفي في 1658 في سرقسطة في إسبانيا.